# Erich Dolezal
Erich Dolezal (n. 22 noiembrie 1902, Villach, Carintia, Austria – d. 17 iulie 1990, Viena, Austria) a fost un scriitor austriac de literatură științifico-fantastică, astronom și profesor. A publicat și sub pseudonimul Erik Lindenau.

## Biografie
Dolezal a studiat ingineria mecanică la Universitatea Tehnică din Viena și a lucrat în perioada 1930-1945 în conducerea științifică a Radio Verkehr AG din Austria. A fondat Observatorul Poporului din Viena- Ottakring în 1945 și a fost lector în domeniul educației astronomice la Vienna Volkshochschule Ottakring. A fost fondatorul și redactorul șef și, uneori, și editorul revistei austriece "Universum - Natur und Technik", precum și membru al consiliului de administrație al Societății Austriece pentru Cercetare Spațială. În 1963 a primit titlul de profesor.
După cel de-al doilea război mondial, astronomul Erich Doleza a scris o serie de povestiri (Martin Weltley) despre rachete, povestiri care erau plictisitoare, dar riguroase din punct de vedere științific și didactice. Prima povestire a fost RS 11 schweigt (RS 11 nu răspunde, 1953). Au urmat Mond in Flammen (1954) și Unternehmen Mars (1955).

## Lucrări scrise
Seria Die Trilogie / Martin Weltley
- RS 11 schweigt (1953)
- Mond in Flammen (1954)
- Unternehmen Mars (1955)

Die Sonnensystem-Astronauten (Astronauții sistemului solar)
- Die Astronauten (1959)
- Festung Sonnensystem (1962)

Die Dilogie
- Planet im Nebel (1962)
- Flucht in die Weltraum-City (1964)

Lucrări individuale
- Der Ruf der Sterne. Seltsame Geschichte einer Weltraumfahrt (1930)
- Grenzen über uns. Zukunftsroman (1940)
- Jenseits von Raum und Zeit. Utopischer Roman (1946)
- Alarm aus Atomville (1956)
- Neues Land im Weltall (1958)
- Sekunde X - Himmelsschiffe landen (1958)
- Raumfahrt - Traumfahrt (1961)
- Vorstoß in den Weltraum (1964)
- Sternenbühne Planetarium (1964)
- Jenseits von Raum und Zeit (1968)
- Von Göttern entführt (1972, sau Auf der Suche nach den geraubten Erdbewohnern, 1980)

## Premii și onoruri
În 1995, asteroidul (5884) Dolezal a fost numit în onoarea sa.

## Legături externe
- de Erich Dolezal în Catalogul Bibliotecii Naționale a Germaniei (Informații despre Erich Dolezal • PICA • Căutare pe site-ul Apper)
- Erich Dolezal la Internet Speculative Fiction Database
- Erich Dolezal auf Phantastik-Couch